# Salsiz

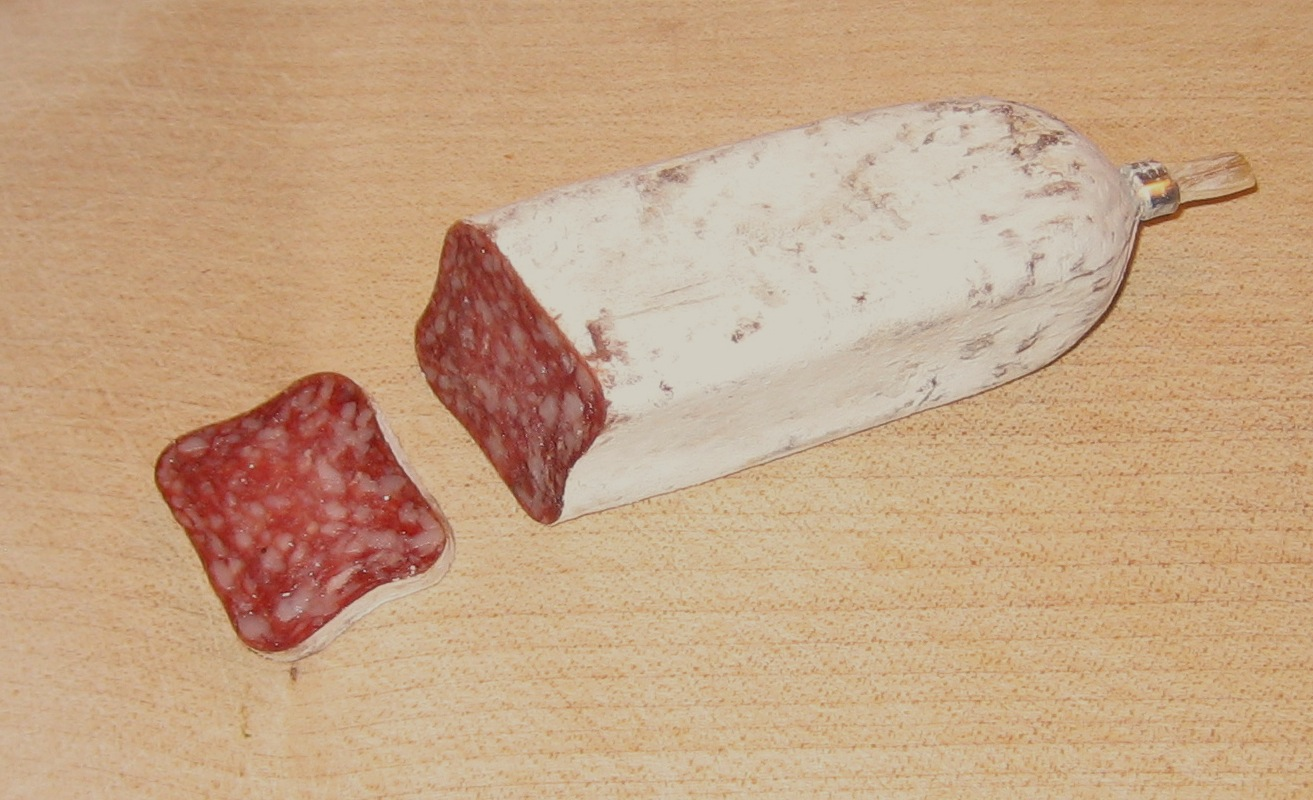
Salsiz

Salsiz, eine Spezialität des Schweizer Kantons Graubünden, ist eine luftgetrocknete oder geräucherte Rohwurst, die in verschiedenen Varianten hergestellt wird.
Als Grundzutat wird Schweinefleisch verwendet. Es werden auch Salsiz mit Wildfleisch wie Hirsch, Gams oder Wildschwein oder mit Fleisch von anderen Nutztieren wie Rind, Pferd oder Schaf bzw. Lamm hergestellt.